# Renato Cataldi
Renato Cataldi (São Paulo, 25 de dezembro de 1909 — Rio de Janeiro, 29 de maio de 1981) foi um pintor, desenhista e ilustrador brasileiro.
É um artista plástico catalogado no Dicionário de artes plásticas de Júlio Louzada.
Participou com freqüência de certames como o Salão anual organizado pela Escola Nacional de Belas Artes, onde obteve várias premiações.
Pintava marinhas com barcos e pescadores em quadros de pequeno tamanho e cores claras. Outro tema recorrente na sua obra são os quadros, esses de tamanho maior, com aves, principalmente araras de diversas espécies nos galhos de árvores, como se estivessem soltas na natureza.
Artista de boa técnica, é apreciado pelos colecionadores, muito embora seus trabalhos não alcancem preços elevados no mercado de arte. Deve ter pintado muito pois, com frequência, seus quadros aparecem em leilões de arte inclusive no exterior. A casa Christie que, juntamente com a Southeby, é o maior estabelecimento do mundo especializado em vendas de objetos artísticos por meio de leilões, apregoou recentemente obras de Cataldi, havendo de se ressaltar que essa empresa tem severos critérios de seleção.
Viveu e pintou na cidade do Rio de Janeiro.